# Ernest Stokłosa
Ernest Stokłosa (ur. 28 września 1933 w Katowicach, zm. 5 czerwca 2020) – polski lekkoatleta, specjalizujący się w biegach średniodystansowych.

## Osiągnięcia
- Mistrzostwa Polski seniorów w lekkoatletyce
  - Zabrze 1956 – złoty medal w sztafecie 4 × 400 m
  - Bydgoszcz 1958 – brązowy medal w biegu na 800 m
  - Gdańsk 1959 – brązowy medal w sztafecie 4 × 400 m

- Memoriał Janusza Kusocińskiego
  - Warszawa 1957 – I miejsce w biegu na 800 m
  - Warszawa 1958 – III miejsce w sztafecie 4 × 400 m

## Rekordy życiowe
- bieg na 400 metrów
  - stadion – 49,70 (Warszawa 1961)
- bieg na 800 metrów
  - stadion – 1:49,60 (Lipsk 1958)